# 夹带

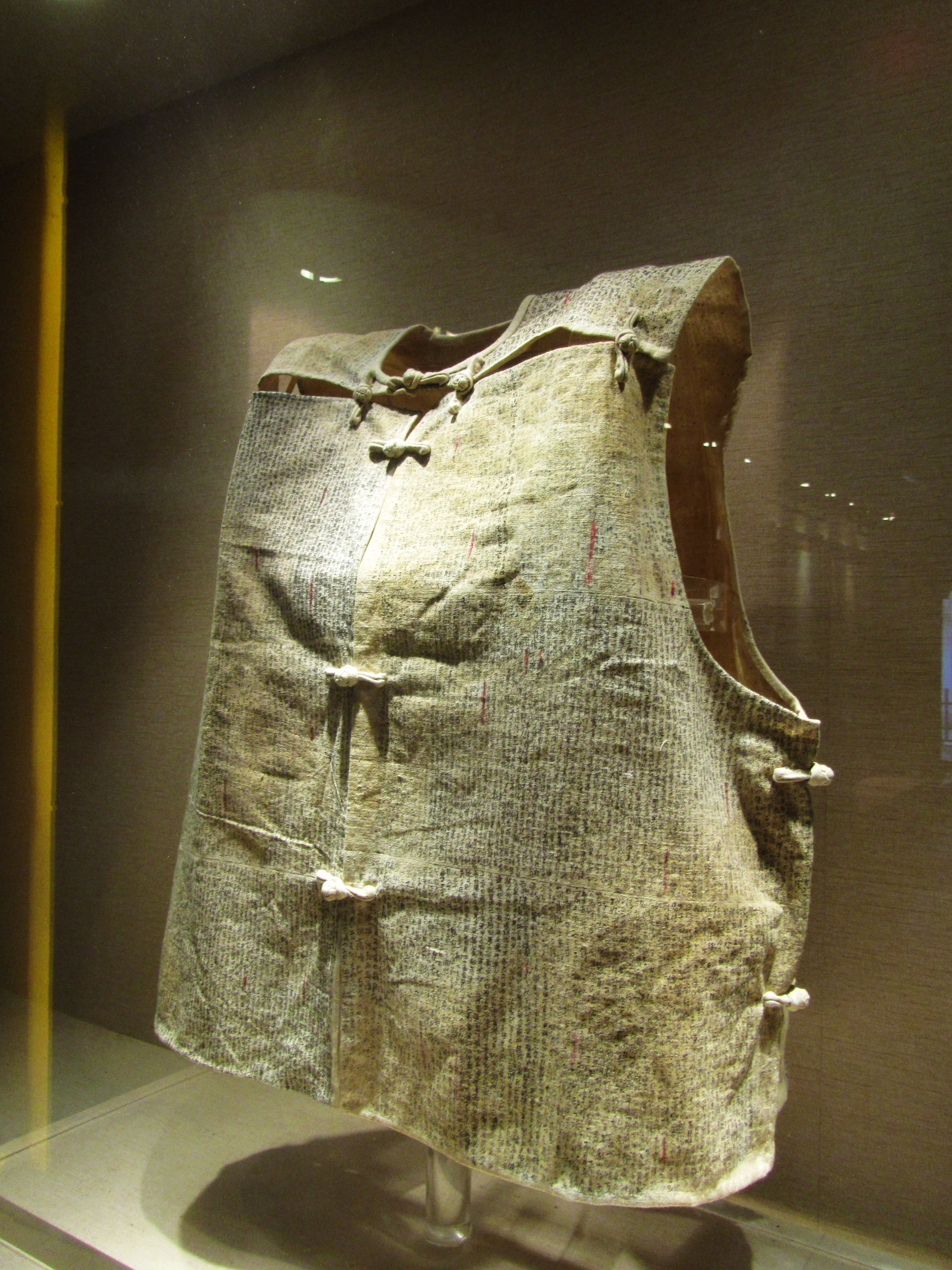
清代麻布滿式坎肩夹带，其上写满了蝇头小楷，嘉定孔庙藏。

夹带亦称小抄，为考试作弊的一种形式，指应试时通过衣物、文具等暗中携带与试题有关的材料入考场。原为科举考试用语，现亦泛指将违禁之物藏在身上或混杂在其他物品中间秘密携带，例如在货物中私藏违禁或逃税的物品。自五代十国后唐时即通过搜检的形式严禁夹带，然而搜禁愈严、规避的方法愈巧。